# Crystal Eastman
Crystal Eastman, född 25 juni 1881 i Marlborough i Massachusetts, död 8 juli 1928, var en amerikansk advokat, antimilitarist, feminist, socialist och journalist. Hon är mest känd som en ledare för Kvinnlig rösträtt i USA, som redaktör för tidskriften The Liberator (1918–1924) och som en av grundarna av Internationella kvinnoförbundet för fred och frihet.
Crystal Eastman dog den 8 juli 1928 av njurinflammation (nefrit).

## Släktskap
Crystal Eastman var syster till Max Eastman.